# Azengué-Mindou
Azengué-Mindou est une commune rurale de la préfecture de la Ouaka, en République centrafricaine. Elle s’étend au nord-est de la ville de Kouango. Elle doit son nom à deux cours d’eau du bassin de la Ouaka : l’Azengué et la Mindou.

## Géographie
La commune est située au sud de la préfecture de la Ouaka. La plupart des villages sont localisés sur les axes : Grimari – Ndoungbangao et Kouango – Bambari.
| Lissa   | Pladama-Ouaka  |               |
| Kouango | Azengué-Mindou | Cochio-Toulou |
|         | Kouango        |               |

## Villages
La commune compte 118 villages en zone rurale recensés en 2003 : Agoubissi, Arabe, Banda-Ekao, Banga, Bangao 1, Bangao 2, Bangao 3, Bangao 4, Bangba, Bangba-Kandja, Bolo 1, Bolo 2, Bombala 1, Bombala 2, Bombala 3, Borola 1, Borola 2, Boroto, Botcho, Bouasse 1, Bouasse 2, Bouasse 3, Bouasse-Yao, Bouba, Bouda, Bounga, Boungba 1, Boungba 2, Bouroumou, Bouyidou, Dala, Danga, Dekongo, Dougourou, Gbada, Gbada 3, Gbama, Gboloba, Gondo-Bangba, Gouala Ekao, Gouasse, Goussiema, Guiana-Ngoula, Guigui, Guindhiou 1, Guindihou 2, Guindihou 3, Guindikou, Hougou,Kandja 1, Kandja 2, Kodjo 1, Kodjo 2, Kolongo, Kpanga, Laho, Lappy, Lioto 1, Lioto 2, Lioto 3
Lioto 4, Lioto 5, Lioua, Maliamba, Mbalango 1, Mbalango 2, Mbandourou, Mbata 1, Mbata 2, Mbema, Mbourou, Mono 2, Mono-Ekao, Mono-Pamoto, Mono-Yakpa, Mono-Yakpa, Ndaga, Ndema, Ndihou, Ndjio, Ndokpa, Ndoro, Ndoro 2, Ngadza 1, Ngadza 2, Ngadza 3, Ngbaka, Ngbele
Ngbenda, Ngoula 1, Ngoula 2, Ngoula 3, Ngoulinga-Kouango, Ngounda, Ngozo, Nguendje 1, Ouago, Outeme, Pierlat, Roda, Scao 1, Scao 2, Scao 3, Scao 4, Sema, Singah, Sioua 1, Sioua 2, Tohou-Bac, Tomba, Villy, Yamaka, Yao, Zimbala 1, Zimbala 2, Zimbala 3, Zouhougou-Gbada 1, Zouhougou-Gbada 2.

## Éducation
La commune compte 8 écoles publiques : à Goussema, Liotto, Bambala, Ngadja, Mbalangao, Ndoro, Sioua et Zalingo.